# QBE Insurance
QBE Insurance ist ein australisches Unternehmen mit Firmensitz in Sydney. Das Unternehmen ist im Aktienindex S&P/ASX 50 gelistet.
QBE Insurance entstand 1973 aus einer Fusion der australischen Unternehmen Queensland Insurance, Bankers' and Traders' Insurance Company und The Equitable Probate and General Insurance Company; die Abkürzung QBE enthält je einen Buchstaben für jedes der drei Unternehmen. Das Unternehmen bietet Versicherungen verschiedener Art für seine Kunden vorwiegend in Australien, Neuseeland und Südostasien an.

## Unternehmensgeschichte
Der Winterthur-US-Versicherungszweig, der im Juni 2006 an den französischen Konzern Axa ging, wurde 2007 an QBE Insurance weiterverkauft und hat zum Verschwinden des Traditionsnamens „Winterthur“ geführt. Die Transaktion beläuft sich auf 1,156 Milliarden US-Dollar (2,2 Milliarden Franken). Die in Immobilien und Haftpflicht tätige Winterthur US erzielte 2006 Prämieneinnahmen von 1,48 Milliarden US-Dollar und 81 Millionen Reingewinn.